# Georgina Orellano
Georgina Orellano (Morón, Buenos Aires, 28 de julio de 1986) es una trabajadora sexual, prostituta callejera, feminista y activista argentina. Es la Secretaria General Nacional de AMMAR desde marzo de 2014.

## Trayectoria laboral y sindical

### Inicios en la prostitución y en AMMAR
Orellano procede de una familia peronista de clase trabajadora. Si bien nació en Morón, pasó su infancia en Presidente Derqui. Empezó en la prostitución con 19 años, cuando, trabajando como niñera de los hijos de una prostituta, su empleadora le propuso acompañarla para atender a un cliente. Dejó de ejercer al convertirse en madre, pero volvería a trabajar esporádicamente desde los 23, incorporándose de nuevo al trabajo sexual a tiempo completo desde los 25. En el momento de volver a ejercer, empezó a relacionarse más con sus compañeras, dándose cuenta de que muchas compartían problemas similares, concernientes a su condición de madres solteras, al pago de facturas, o a la doble vida que debían llevar como prostitutas, entre otros.
Orellano empezó a militar en AMMAR en el año 2010. Ese mismo año, un cliente abusivo, presidente de una comunidad de vecinos, empezó a ejercer presión para echar a las prostitutas del barrio en el que trabajaba Orellano. Dado que en ese momento las prostitutas del lugar se veían obligadas a sobornar a los policías de la zona con parte de sus ingresos para que las dejasen trabajar libremente, no les tenía sentido denunciar al cliente; siendo, además, que muchas trabajadoras temían que su condición de prostitutas se hiciese pública, con todo el estigma social que ello acarrearía.
En ese momento, Orellano y sus compañeras recurrieron a AMMAR. Hasta entonces, Orellano participaba esporádicamente en algunas charlas que AMMAR brindaba en su zona de trabajo. Fue en una de estas charlas cuando Orellano y sus compañeras expusieron su problema a las voluntarias de la organización. Estas denunciaron tanto la discriminación de los vecinos como la violencia que el presidente de la comunidad ejercía como cliente, y les explicaron que nadie tenía derecho a hacerlas abandonar el espacio público, u obligarlas a dejar de trabajar. El problema fue resuelto, y Orellano empezó a trabajar en las actividades que AMMAR organizaba en la sede local de la CTA, comenzando de forma efectiva su militancia.
Poco después, el mismo año, hubo elecciones sindicales en la zona en la que ella trabajaba y Orellano fue elegida por sus compañeras como delegada de zona. Sería invitada al Encuentro Nacional de Mujeres de ese año en Paraná, donde tendría su primer encuentro con el feminismo y empezaría a formarse en el tema. Al año siguiente, en 2011, se convertiría, primero en tesorera de la filial de AMMAR en su zona y, posteriormente, en la tesorera nacional a finales de ese año. Se convertiría en Secretaria General de AMMAR, cargo que ostenta hasta la fecha, en marzo de 2014, tras unas elecciones sindicales a nivel nacional.

### Como Secretaria General de AMMAR
Ya confirmada como Secretaria General, Orellano volvería, junto a sus compañeras, al Encuentro Nacional de Mujeres en Salta en octubre de 2014, donde tendrían un evento propio como trabajadoras sexuales. Desde 2015, Orellano y AMMAR seguirían volviendo anualmente a los Encuentros, reanudando desde esa fecha los talleres de trabajo sexual que la organización daba hasta 2010. Estos talleres no están exentos de polémica y han provocado enfrentamientos con las feministas abolicionistas participantes de los Encuentros. En 2015 fue también invitada, en tanto representante de AMMAR, a unas jornadas feministas de trabajo sexual dadas en Barcelona.
El 2 de junio de 2017, Orellano organizó con sus compañeras el primer Encuentro Nacional de AMMAR en el Hotel BAUEN de Buenos Aires. A finales de ese año, viajaría a Barcelona, Madrid, Ámsterdam y París con el objetivo de intercambiar experiencias sindicales y feministas con otros colectivos de trabajadoras sexuales y sus aliadas.
A principios del 2020, Orellano participaría en una polémica que implicaría a Jimena Barón. La cantante acababa de sacar un sencillo, «Puta», que fue promovido mediante una campaña de mercadotecnia con carteles de la propia Barón, semidesnuda junto a un número de teléfono. Dichos carteles generaron mucha polémica, al ser similares a los usados por las trabajadoras sexuales auténticas (y repudiados socialmente al ser asociados a la trata de personas). Barón se puso en contacto con AMMAR ante las críticas, y posteriormente se reunió con Orellano, publicando por redes sociales fotos de ambas juntas posando. Orellano denunciaría posteriormente por redes sociales el hecho de haber recibido amenazas e insultos tras su reunión con Barón.
Más adelante el mismo año, Orellano se mostró muy crítica por el hecho de que el Ministerio de Desarrollo Social diese marcha atrás a la creación de un registro de trabajadores de economía popular que incluía una categoría para trabajadores sexuales. Dicha categoría estuvo activa durante un fin de semana, y en ese tiempo, según Orellano, se anotaron en el registro cerca de 800 trabajadoras sexuales. El formulario concerniente a los trabajadores sexuales se daría de baja horas después de que la noticia fuese difundida por la propia Orellano, a raíz de la presión generada por Gustavo Vera, titular del Comité Ejecutivo para la Lucha contra la Trata. Orellano consideró que la situación se resolvió de forma muy violenta, con un hombre llamando a otro hombre sin consultar al colectivo. Orellano y AMMAR pidieron, subsecuentemente, explicaciones al ministro de Desarrollo Social, Daniel Arroyo, mediante carta, y organizaron una recogida de firmas de personalidades y referentes feministas y LGBT para exigir el retorno de la categoría. La categoría para trabajadores sexuales no fue restaurada, pero Arroyo y la ministra de las Mujeres, Elizabeth Gómez Alcorta, se reunieron con Orellano y se comprometieron a trabajar una agenda común que tuviese en cuenta a las trabajadoras sexuales.
En el contexto de la pandemia, Orellano también criticó la extrema precariedad de las trabajadoras sexuales debidas a las medidas anti-COVID, hizo énfasis en la necesidad de una respuesta colectiva de las trabajadoras y organizó, junto al resto de AMMAR, ollas populares y comedores para ayudar a las prostitutas vulnerables.
Desde su elección como Secretaria General de AMMAR, Orellano ha ganado un gran posicionamiento mediático, habiendo hablado con numerosos medios de comunicación y exponiendo en ellos sus puntos de vista favorables a la despenalización del trabajo sexual. Entre otros, ha sido entrevistada por el diario Clarín, por Página/12, por Infobae, por France24, por El Salto y por la revista Marie Claire. Sus declaraciones también han sido referenciadas en medios como La Nación, El País, la revista Vice, o la agencia EFE. Así pues, ha colaborado escribiendo para revistas como Viento Sur o Anfibia, realizando, así mismo, su propia TED Talk.

## Posiciones políticas
Orellano se define como “puta feminista y peronista". Junto con AMMAR, busca la despenalización del trabajo sexual (definiendo este como el mayor logro que pueden conseguir), eliminar todas las sanciones penales al ejercicio de la prostitución para personas mayores de 18 años, sacar al TS del Derecho Penal y ponerlo dentro del Derecho Laboral en Argentina, e incluir la categoría de trabajadores sexuales en el monotributo que les permite a los diferentes gremios laborales acceder a un seguro social y jubilación. Su premisa es que las penalizaciones vigentes en el país y en el resto del mundo les criminaliza y expone a la violencia institucional y policial.
Georgina Orellano se posiciona claramente contra los abusos por parte del poder policial contra las trabajadoras sexuales, y es muy crítica del feminismo radical abolicionista. Ha vinculado a las feministas abolicionistas y transexcluyentes con elementos no feministas, con los cuales estarían aliadas. Entre dichos elementos, Orellano incluye a políticos conservadores, como Bolsonaro, Trump, o Macri, a las iglesias católica y evangélica, y al Departamento de Estado estadounidense, del cual recibirían financiación.
Orellano cree que el debate, dado en el seno del feminismo, de regulacionismo contra abolicionismo, no puede saldarse en los términos actuales. Por tanto, apela a la creación de una nueva corriente feminista integradora que supere la discusión. Dicha corriente tendría como sujeto político protagonista a las trabajadoras sexuales, a las víctimas de trata, y al colectivo trans y travesti, dejando a las personas no involucradas directamente en la prostitución en un papel de debate secundario. Implicaría, así pues, el reconocimiento del trabajo sexual como una opción legítima y con derechos, al tiempo que exigiría al Estado la generación de políticas públicas de reinserción laboral para aquellas personas que quisieran otra alternativa.
Orellano es, también, muy crítica respecto a las normativas, leyes y ordenanzas aprobadas en Argentina durante los últimos años para atacar la trata de personas. Denuncia que dichas medidas confunden deliberadamente prostitución con trata, y han vuelto la vida de las prostitutas  argentinas mucho más precaria y clandestina. Arguye que las voces de las trabajadoras sexuales no fueron escuchadas, ni formaron parte de las mesas de discusión para la redacción de ninguna de esas normativas. Considera a Argentina, más que un país abolicionista, un país punitivista.

## Vida personal
Georgina Orellano tiene un hijo, nacido en el año 2007, fruto de una relación a lo largo de varios años con un cliente del cual se enamoró. Es bisexual y para 2021 estaba saliendo con una funcionaria del Ministerio Público de la Defensa.
Orellano tuvo que salir del armario ante familia y amigos, tanto por trabajadora sexual, como por bisexual (saliendo además, en este último caso, ante sus compañeras de sindicato). Ha relatado públicamente la dificultad implícita en ambos procesos.

## Obras

### No ficción
- Puta feminista. Historias de una trabajadora sexual (2022).[39] ISBN 9789500766913